# Municipio de Washington (condado de Gibson)
El municipio de Washington (en inglés: Washington Township) es un municipio ubicado en el condado de Gibson en el estado estadounidense de Indiana. En el año 2010 tenía una población de 785 habitantes y una densidad poblacional de 8,24 personas por km².

## Geografía
El municipio de Washington se encuentra ubicado en las coordenadas 38°26′36″N 87°29′4″O / 38.44333, -87.48444. Según la Oficina del Censo de los Estados Unidos, el municipio tiene una superficie total de 95.27 km², de la cual 94,13 km² corresponden a tierra firme y (1,2 %) 1,14 km² es agua.

## Demografía
Según el censo de 2010, había 785 personas residiendo en el municipio de Washington. La densidad de población era de 8,24 hab./km². De los 785 habitantes, el municipio de Washington estaba compuesto por el 99,49 % blancos, el 0,25 % eran afroamericanos y el 0,25 % eran de una mezcla de razas. Del total de la población el 0 % eran hispanos o latinos de cualquier raza.